# Зачерпування
Зачерпування (в астрономії) — винесення з надр на поверхню зорі речовини, яка зазнала змін хімічного та ізотопного складу внаслідок ядерного синтезу. Зачерпування зумовлене розширенням конвективної зони вглиб, до шарів, у яких на попередніх етапах еволюції зорі відбувався  нуклеосинтез. Призводить до змін хімічного складу атмосфери зорі та її спектру. 

## Етапи
Зачерпування може відбуватись у три етапи. 
Перше зачерпування відбувається на шляху зорі від головної послідовності до вершини відгалуження червоних гігантів. Унаслідок конвективного перемішування у зовнішній атмосфері зменшується співвідношення 12C/13C і C/N , а також кількість літію та берилію, що відбиває результати ядерного горіння гідрогену. 
Друге зачерпування відбувається лише в зорях із масою 4–8 сонячних під час сходження на асимптотичне відгалуження гігантів, коли в ядрі завершується горіння гелію. Конвекція виносить на поверхню продукти вуглецево-азотного циклу і це призводить до збільшення частки 4He і 14N, тоді як частка 12C і 16O зменшується. 
Третє зачерпування відбувається на асимптотичному відгалуженні, під час спалахів гелієвого шарового джерела. Це зачерпування виносить на поверхню гелій, карбон та продукти s-процесу. Збільшується частка карбону відносно оксигену, що може призвести до утворення вуглецевої зорі. 
Назви зачерпувань (перше, друге, трете) визначено за етапом зоряної еволюції, на якому вони відбуваються, а не їх послідовністю в еволюції конкретної зорі. У зорях малої маси відбувається лише перше та третє зачерпування, але не відбувається другого.